# Éric Bott
Éric Bott, né le 9 mai 1959 à Ixelles, est un homme politique belge, bruxellois, membre de Démocrate fédéraliste indépendant, échevin à Woluwe-Saint-Lambert et député de la Région de Bruxelles-Capitale. 
Il est diplômé en Gestion des infrastructures sportives (INFAC, 1999).

## Fonctions politiques
- Membre du Parlement de la Région de Bruxelles-Capitale depuis le 10 juin 2014
- Échevin à Woluwe-Saint-Lambert.